# Wawrzyniec I (biskup lubuski)
Wawrzyniec I (zm. 9 marca 1204) – biskup lubuski, sprawujący swoją posługę na początku XIII w. Przed nominacją biskupią był cystersem w Lubiążu.